# Цебриков, Александр Романович
Александр Романович Цебриков (1802—1876) — русский адмирал, участник Крымской войны.

## Биография
Родился в 1802 году, сын Романа Максимовича Цебрикова, его братья Константин и Николай.
В 1811 году поступил в Морской кадетский корпус, в 1815 году был произведён в гардемарины, а в 1818 году — в мичмана и служил в Балтийском флоте; 7 мая 1819 года переведен в гвардейский экипаж.
Участвовал в восстании декабристов 14 декабря 1825 года. Был привлечён к следствию, но по высочайшему повелению освобождён от наказания и возвращён на службу.
В 1828 году с гвардейским экипажем выступил из Санкт-Петербурга в Тульчин, откуда прибыл в действующую армию, под Варну, и, поступив на корабль «Пантелеймон», был при блокаде этой крепости.
В 1829 году на корабле «Париж» крейсеровал у Босфора, участвовал при занятии Месемврии и Нады и при блокаде Мидии, а в 1830 году возвратился берегом из Севастополя в Петербург. В 1834 году Цебриков произведён в капитан-лейтенанты, с переводом в 27-й флотский экипаж. 17 декабря 1845 года, в чине капитана 2-го ранга, за беспорочную выслугу 25 лет в офицерских чинах Цебриков награждён орденом св. Георгия 4-го класса (№ 7250 по списку Григоровича — Степанова); 1 января 1846 года произведён за отличие в капитаны 1-го ранга, а 1 июня 1853 — в контр-адмиралы, с назначением командиром 3-й бригады 4-й флотской дивизии.
В 1854 году он был назначен командиром 3-й бригады 5-й флотской дивизии, имел свой флаг на корабле «Селафаил» на Севастопольском рейде, а потом имея свой флаг на канонерской лодке № 17, командовал Дунайской гребной флотилией в устье р. Дуная. В 1855 году, имея свой флаг на шхуне «Рымник», Цебриков охранял вход в Измаил и фарватер вверх по Дунаю. 23 февраля 1855 года объявлено Монаршее благоволение. 19 марта 1856 года награждён орденом Св. Владимира 3-й степени. С 1856 по 1859 год он служил в Черноморском флоте, исправляя должности: начальника морского госпиталя в Николаеве и члена Общего присутствия Черноморского интендантства. 27 сентября 1859 года награждён орденом Св. Станислава 1-й степени. 7 марта 1860 года произведён в вице-адмиралы с увольнением от службы.
Умер 5 июля, а по другим источникам 31 июля 1876 года.